# Метаморфоза (биологија)
Метаморфоза код животиња обухвата промене у организацији читавог организма којима од ларве настаје одрасли организам (адулт). регулисана је хормонима. Метаморфоза je биолошки процес којим се животиња физички развија, укључујући рођење или излегање, који укључује упадљиве и релативно нагле промене у телесној структури животиње кроз раст и диференцијацију ћелија. Неки инсекти, рибе, водоземци, мекушци, ракови, жарњаци, бодљокошци и плашташи пролазе кроз метаморфозу, која је често праћена променом извора исхране или понашања. Животиње се могу поделити на врсте које пролазе кроз потпуну метаморфозу („холометаболија“), непотпуну метаморфозу („хемиметаболија“) или без метаморфозе („аметаболија“).
Научна употреба термина је технички прецизна и не примењује се на опште аспекте раста ћелија, укључујући брзе налете раста. Генерално, организми са стадијумом ларве пролазе кроз метаморфозу, а током метаморфозе организам губи карактеристике ларве. Референце на „метаморфозу“ код сисара су непрецизне и само колоквијалне, али су историјски идеалистичке идеје трансформације и морфологије, као у Гетеовој Метаморфози биљака, утицале на развој идеја еволуције.
У току метаморфозе долази до:
- образовања нових органа који функционишу код адулта, а ларве их нису поседовале; промене којима се образују овакви органи називају се прогресивним;
- редукције или потпуног губљења органа који су били неопходни ларви, а непотребни адулту (нпр. нестаје реп пуноглавца па су одрасле жабе без њега); промене којима се то дешава називају се регресивним;
- промене на органима који функционишу како код ларви тако и код адулта.

Метаморфоза код биљака представља преображај биљних органа којим они поред основне постају способни за обављање и додатних функција. Тако нпр. ризом је метаморфозирано подземно стабло у коме се магационирају хранљиве материје и који служи за вегетативно размножавање.

## Етимологија
Реч метаморфоза потиче од грчког μεταμόρφωσις, „трансформација, трансформисање“, од μετα- (meta-), „после“ и μορφή (morphe), „форма“.

## Хормонска контрола
Код инсеката, раст и метаморфозу контролишу хормони које синтетишу ендокрине жлезде близу предњег дела тела (антериор). Неуросекреторне ћелије у мозгу инсеката луче хормон, проторацикотропни хормон (PTTH) који активира проторакалне жлезде, које луче други хормон, обично екдизон (екдистероид), који изазива екдизу. PTTH такође стимулише corpora allata, ретроцеребрални орган, да производи јувенилни хормон, који спречава развој особина одраслих током екдизе. Код холометаболних инсеката, митарење између ларвених стадија прати висок ниво јувенилног хормона, митарење до стадијума кукуљице има низак ниво јувенилног хормона, а коначно, или имагинално, митарење се одвија у одсуству јувенилног хормона. Експерименти на ватреним стеницама су показали како јувенилни хормон може да утиче на број стадијума нимфе код хемиметаболних инсеката.
Метаморфоза је изазвана јодотиронином и карактеристика је предака свих хордата.

## Инсекти
Све три категорије метаморфозе могу се наћи у разноликости инсеката, укључујући ону без метаморфозе („аметаболија“), непотпуну или делимичну метаморфозу („хемиметаболија“) и потпуну метаморфозу („холометаболија“). Док аметаболични инсекти показују врло малу разлику између облика ларве и одраслих (такође познато као „директан развој“), и хемиметаболични и холометаболни инсекти имају значајне морфолошке и бихејвиоралне разлике између ларвалних и одраслих облика, од којих је најзначајнија укључивање у холометаболне организме, стадија лутке или мировања између ларвалног и одраслог облика.

### Развој и терминологија
Код хемиметаболних инсеката, незреле фазе називају се нимфама. Развој се одвија у поновљеним фазама раста и екдизе (митарења); ови стадијуми се називају инстарима. Јувенилни облици веома подсећају на одрасле, али су мањи и немају особине одраслих као што су крила и гениталије. Величина и морфолошке разлике између нимфи у различитим стадијумима су мале, често само разлике у пропорцијама тела и броју сегмената; у каснијим фазама формирају се спољашњи крилни пупољци.
Код холометаболних инсеката, незреле фазе називају се ларве и значајно се разликују од одраслих. Инсекти који пролазе кроз холометаболизам пролазе кроз стадијум ларве, затим улазе у неактивно стање које се зове кукуљица (код врста лептира се зове „кризалис“) и коначно излазе као одрасле јединке.

### Еволуција
Најранији облици инсеката су показали директан развој (аметаболизам), а сматра се да је еволуција метаморфозе код инсеката подстакла њихову драматичну радијацију (1,2). Неки рани аметаболични „прави инсекти“ су и данас присутни, као што су Archaeognatha и сребрна рибица. Хемиметаболни инсекти укључују бубашвабе, скакавце, вилине коњице и праве бубе. Филогенетски, сви инсекти у Pterygota пролазе кроз значајну промену у облику, текстури и физичком изгледу од незреле фазе до одрасле јединке. Ови инсекти или имају хемиметаболни развој, и пролазе кроз непотпуну или делимичну метаморфозу, или холометаболични развој, који пролазе кроз потпуну метаморфозу, укључујући стадију кукуљице или мировања између ларве и одраслог облика.
Предложено је неколико хипотеза да се објасни еволуција холометаболије из хемиметаболије, углавном усредсређујући се на то да ли су средњи стадијуми хемиметаболичких облика хомологни по пореклу са стадијумом кукуљице холометаболичких облика.

### Температурно зависна метаморфоза
Према једној студији из 2009. године, температура игра важну улогу у развоју инсеката, јер је утврђено да свака појединачна врста има специфичне термалне прозоре који им омогућавају да напредују кроз своје развојне фазе. На ове прозоре не утичу значајније еколошке особине, већ су прозори филогенетски прилагођени еколошким околностима у којима инсекти живе.

### Недавна истраживања
Према истраживању из 2008. одрасла јединка Manduca sexta је у стању да задржи понашање научено као гусеница. Друга гусеница, китњаста гусеница мољца, способна је да носи токсине које добија својом исхраном кроз метаморфозу и у одрасло доба, где токсини и даље служе за заштиту од предатора.
Многа запажања објављена 2002. и подржана 2013. указују да програмирана ћелијска смрт игра значајну улогу током физиолошких процеса вишећелијских организама, посебно током ембриогенезе и метаморфозе. Додатна истраживања из 2019. године открила су да су аутофагија и апоптоза, два начина на која долази до програмиране ћелијске смрти, процеси који се подвргавају метаморфози инсеката.
- Секвенца која илуструје потпуну метаморфозу купусног белог лептира,
- Ларва
- Лутка
- Лутка спремна за излегање
- Одрасли

## Галерија
Mетаморфоза водоземаца (жабе)
- Јаја жабе
- Пуноглавци
- Млада жаба
- Одрасла јединка